# Suits (1.ª temporada)
A primeira temporada do drama americano Suits originalmente foi ao ar pela USA Network nos Estados Unidos entre 23 de junho de 2011 e 8 de setembro de 2011. A temporada foi produzida pela Hypnotic Films & Television e Universal Cable Productions, e os produtores executivos foram Doug Liman, David Bartis e criador da série Aaron Korsh. A série gira em torno do advogado corporativo Harvey Specter e seu associado Mike Ross que, entre os dois, têm apenas um diploma de direito. A temporada teve seis personagens regulares, funcionários da ficcional Pearson Hardman, escritório de advocacia, em Manhattan: Gabriel Macht, Patrick J. Adams, Rick Hoffman, Meghan Markle, Sarah Rafferty e Gina Torres.

## Produção
Em 5 de abril de 2010, os EUA anunciaram que estavam desenvolvendo sete novos pilotos para a temporada televisiva de 2010-2011, incluindo A Legal Mind, que mais tarde se tornaria Suits. A estréia foi escrita por Aaron Korsh, e David Bartis e Gene Klein atuaram como produtores executivos. Mais tarde, foi anunciado em 17 de maio de 2010 que os EUA encomendaram um piloto contingente de elenco de noventa minutos para a série. A rede mais tarde pegou A Legal Mind em 19 de janeiro de 2011 e ordenou onze episódios de uma hora, além do piloto de 90 minutos.
O criador Aaron Korsh, cujo seriado  Notes from the Underbelly  foi cancelado durante a greve do sindicato dos escritores de 2007-2008, escreveu um script special destinado a ser uma "Entourage de meia hora - baseada em minhas experiências trabalhando em Wall Street." Mais tarde, ele percebeu que o projeto deveria ter episódios de uma hora de duração. Korsh e seu agente levaram o roteiro para várias empresas de produção e queriam dar o roteiro para Universal Media Studios. No entanto, Korsh achou estranho que o estúdio não quisesse vender o roteiro para NBC, a rede com a qual o estúdio normalmente trabalhava. O agente de Korsh convenceu o executivo da USA Network, Alex Sepiol, de que, embora a série não fosse nem um processual nem o que a rede normalmente fazia, ele gostaria dos personagens. Sepiol aprovou o roteiro e, então, a Hypnotic Films & Television assinou o projeto. A equipe lançou o roteiro para os EUA, que comprou o roteiro após o lançamento. Korsh não o apresentou a mais ninguém. Ao reescrever o roteiro, Korsh fez apenas pequenas mudanças na primeira meia hora, até quando Mike é contratado. Originalmente, Mike não tomava SAT para os outros e só fingia ter frequentado Harvard, em vez de fingir que cursava Harvard e possuía um diploma de direito. Korsh observou que não há nenhum grau ou teste necessário para trabalhar em Wall Street e ser um gênio matemático, ao contrário do bar exame na lei. Ele decidiu "abraçar" essa diferença e mudar a premissa.
O episódio piloto foi filmado em Nova York, onde a série está marcada. O resto da série é filmado em Toronto, onde os sets são construídos para serem idênticos aos escritórios de advocacia de Nova York vistos no piloto.

## Elenco
| - Gabriel Macht como Harvey Specter - Patrick J. Adams como Mike Ross - Rick Hoffman como Louis Litt - Meghan Markle como Rachel Zane - Sarah Rafferty como Donna Paulsen - Gina Torres como Jessica Pearson | - Tom Lipinski como Trevor Evans - Vanessa Ray como Jenny Griffith - Max Topplin como Harold Gunderson | - Rebecca Schull como Edith Ross - Ben Hollingsworth como Kyle Durant |

## Episódios
| N.º na série | N.º na temp. | Título                                          | Dirigido por       | Escrito por    | Exibição original     | Audiência (milhões) |
| --- | ------------ | ----------------------------------------------- | ------------------ | -------------- | --------------------- | ------------------- |
| 1 | 1            | "Pilot" "Piloto" (BR)                           | Kevin Bray         | Aaron Korsh    | 23 de junho de 2011   | 4.64                |
| Depois que Harvey Specter, o melhor negociador de Nova York, finalmente alcança seu objetivo de se tornar sócio sênior da Pearson Hardman, ele descobre que deve contratar um novo associado da Harvard Law School. Mike mal escapa sendo pego fazendo um exame para outra pessoa. Mais tarde, seu amigo Trevor promete US $ 25.000 se ele entregar uma mala de maconha. Mike descobre que a entrega da droga é uma operação dolorosa e, ao fugir de agentes disfarçados, ele se depara com a entrevista para o associado de Harvey. Embora Mike nunca tenha frequentado a faculdade de direito, Harvey o contrata, impressionado com sua memória eidética e raciocínio rápido. Pearson descobre que Harvey mentiu para um cliente e o faz pessoalmente tratar de um caso pro bono para manter sua promoção. O caso envolve uma mulher (Dagmara Dominczyk) que afirma que seu chefe a assediou sexualmente. Harvey atribui a Mike e diz a ele para cortar os laços com Trevor. |              |                                                 |                    |                |                       |                     |
| 2 | 2            | "Errors and Omissions" "Erros e omissões" (BR)  | John Scott         | Sean Jablonski | 30 de junho de 2011   | 3.89                |
| Um juiz (Currie Graham) insiste que Harvey teve um caso com sua esposa (Nazanin Boniadi) e se recusa a julgar justamente o caso de Harvey. Enquanto isso, Louis revela que Mike falhou em seu teste de drogas e o chantageia para fumar maconha para conquistar um cliente de prestígio. |              |                                                 |                    |                |                       |                     |
| 3 | 3            | "Inside Track" "Vantagens" (BR)                 | Kevin Bray         | Aaron Korsh    | 7 de julho de 2011    | 4.53                |
| Quando o novo CEO de uma empresa automotiva quer transferir a produção para o exterior, Harvey e Mike tentam encontrar uma brecha para derrubá-lo e persuadir um dos funcionários mais leais da empresa (Titus Welliver) a assumir o cargo de CEO. Enquanto isso, Mike faz os preparativos para o Rookie Dinner e tenta convencer seu amigo Trevor (Tom Lipinski) a parar de maconha. |              |                                                 |                    |                |                       |                     |
| 4 | 4            | "Dirty Little Secrets" "Segredinhos sujos" (BR) | Dennie Gordon      | Jon Cowan      | 14 de julho de 2011   | 4.38                |
| Harvey defende o ex-marido de Jessica (Russell Hornsby) das alegações de que sua medicação contra ELA está causando sérios efeitos colaterais. Enquanto isso, Mike recebe seu primeiro caso solo e seu segredo é quase descoberto. |              |                                                 |                    |                |                       |                     |
| 5 | 5            | "Bail Out" "Fiança" (BR)                        | Kate Woods         | Ethan Drogin   | 21 de julho de 2011   | 4.38                |
| Harvey deve escolher entre fechar um negócio lucrativo e ajudar seu motorista de confiança (Anand Rajaram) a se defender contra uma ação judicial. Enquanto isso, Trevor desistiu de tráfico de drogas e precisa de Mike para ajudá-lo a recomeçar sua vida e escapar de seu passado. |              |                                                 |                    |                |                       |                     |
| 6 | 6            | "Tricks of the Trade" "Ossos do ofício" (BR)    | Terry McDonough    | Rick Muirragui | 28 de julho de 2011   | 4.44                |
| Mike e Harvey trabalham juntos para defender uma mulher (Jenny Mollen), que eles acreditam ter sido falsamente acusada de insider trading. Mike ajuda Rachel a estudar para o LSAT, mas ele se esforça para esconder o fato de que ele costumava levar o LSAT para os outros. |              |                                                 |                    |                |                       |                     |
| 7 | 7            | "Play the Man" "Conheça o adversário" (BR)      | Tim Matheson       | Erica Lipez    | 4 de agosto de 2011   | 4.03                |
| Mike é confrontado com um dos protegidos de Louis (Ben Hollingsworth) em um julgamento simulado. Harvey assume um velho rival e interesse romântico (Abigail Spencer). Rachel é uma testemunha no julgamento simulado e Mike aceita a derrota para não machucá-la. |              |                                                 |                    |                |                       |                     |
| 8 | 8            | "Identity Crisis" "Crise de identidade" (BR)    | Norberto Barba     | Ethan Drogin   | 11 de agosto de 2011  | 3.96                |
| A filha (Amanda Crew) de um homem de negócios (James Morrison) ameaça revelar o segredo de Mike, a menos que ele e a firma desistam do processo que eles têm contra ela, enquanto Harvey tenta resolver os problemas que Louis fez para a empresa. Ela acaba por ser uma hacker habilidosa, que cria uma inscrição para Mike nos graduados de rastreamento do sistema de computador de Harvard, junto com um diploma falsificado. |              |                                                 |                    |                |                       |                     |
| 9 | 9            | "Undefeated" "Invicto" (BR)                     | Felix Alcala       | Rick Muirragui | 18 de agosto de 2011  | 4.45                |
| Harvey precisa decidir se pode quebrar seu código de ética para derrotar o obscuro advogado Travis Tanner (Eric Close). Enquanto isso, Rachel é acusada de vazar informações de Pearman Hardman para um concorrente e é defendida por Mike. Desmarcada, ela retorna para Pearson Hardman e obtém um aumento de Louis. |              |                                                 |                    |                |                       |                     |
| 10 | 10           | "Shelf Life" "Vida de fachada" (BR)             | Jennifer Getzinger | Sean Jablonski | 25 de agosto de 2011  | 3.82                |
| Mike e Harvey têm de demitir um homem (John Billingsley) que trabalha há nove anos com um diploma falso. Mike se identifica com esse homem e o defende, revelando uma conspiração. Mike e Rachel lutam com seus sentimentos um pelo outro enquanto Louis cria uma ruptura no relacionamento de Mike com Jenny Griffith (Vanessa Ray). |              |                                                 |                    |                |                       |                     |
| 11 | 11           | "Rules of the Game" "A regra do jogo" (BR)      | Mike Smith         | Jon Cowan      | 1 de setembro de 2011 | 3.96                |
| O promotor público e ex-mentor de Harvey (Gary Cole) recorre ao seu protegido quando seu escritório está sendo investigado por enterrar provas. Enquanto isso, Mike e Louis tentam dividir a propriedade de um magnata entre suas duas filhas, e Jenny se preocupa que Mike esteja escondendo alguma coisa. |              |                                                 |                    |                |                       |                     |
| 12 | 12           | "Dog Fight" "Briga de cachorro grande" (BR)     | Kevin Bray         | Aaron Korsh    | 8 de setembro de 2011 | 3.47                |
| Harvey tenta corrigir um erro passado, libertando um homem inocente. No entanto, o novo promotor público (Chi McBride) parece mais focado em preservar o sistema do que em buscar justiça. Em outro lugar, Trevor retorna e procura ajuda de Mike. |              |                                                 |                    |                |                       |                     |